# David Klenerman
David Klenerman FRS (setembro de 1959) é um biofísico químico britânico, professor de biofísica química do Departamento de Química da Universidade de Cambridge e fellow do Christ’s College.

## Prêmios e honrarias
- 2012 eleito membro da Royal Society (FRS)[1]
- 2018 Medalha Real[4]